# Desmopsis mexicana
Desmopsis mexicana är en kirimojaväxtart som beskrevs av Robert Elias Fries. Desmopsis mexicana ingår i släktet Desmopsis och familjen kirimojaväxter. Inga underarter finns listade i Catalogue of Life.